# Mariaborrestraat
Mariaborrestraat er en vej i Etikhove, en landsby i den belgiske kommune Maarkedal i de Flamske Ardenner, Østflandern. Vejen er brostensbelagt mellem hovedvejen Oudenaarde-Ronse (N60) i nordvest og Steenbeekdries i sydøst. I 1995 blev Mariaborrestraat og flere andre brostensbelagte veje fredet som kulturejendom.

## Cykelsport
Mariaborrestraat er især kendt fra flere forårsklassikere i cykling. Den er flere gange inkluderet i Flandern Rundt. Mariaborrestraat, Steenbeekdries og Stationsberg danner tilsammen en række veje i Flandern Rundt. Denne brostensbelagte strækning er i alt 2.400 meter lang og inkluderer Steenbeekdries-stigningen og Stationsberg-nedkørslen. I 2003 blev huller på Stationsberg-nedkørslen fyldt ud for at forhindre farlige situationer under Flandern Rundt.